# ناأويوكي يامادا
ناأويوكي يامادا (باليابانية: 山田 尚幸) (26 ديسمبر 1987 في أوساكا في اليابان – )؛ هو لاعب كرة قدم ياباني سابق كان يلعب كمدافع.

## وصلات خارجية
- ناأويوكي يامادا على موقع رابطة كرة القدم اليابانية للمحترفين (اليابانية)
- ناأويوكي يامادا على موقع قاعدة بيانات كرة القدم.إي يو (الإنجليزية)
- ناأويوكي يامادا على موقع Soccerway.com (الإنجليزية)
- ناأويوكي يامادا على موقع عالم كرة القدم.نت (الإنجليزية)